# UBE2L6
UBE2L6‏ (Ubiquitin conjugating enzyme E2 L6) هوَ بروتين يُشَفر بواسطة جين UBE2L6 في الإنسان.